# Fur Seal Point
Der Fur Seal Point (englisch für Pelzrobbenspitze) ist eine unvereiste Landspitze an der Ostküste von Clarence Island im Archipel der Südlichen Shetlandinseln. Sie liegt 2 km nordwestlich des Manquilef Head.
Das UK Antarctic Place-Names Committee benannte sie 2015.